# Foulque géante
Fulica gigantea
Espèce
Statut de conservation UICN

 LC  : Préoccupation mineure
La Foulque géante (Fulica gigantea) est une espèce d'oiseaux aptère de la famille des Rallidae.
Cet oiseau vit dans l'altiplano, dans la cordillère des Andes. On le retrouve au centre du Pérou, à l'ouest de la Bolivie, au nord du Chili et à l'extrême nord-ouest de l'Argentine. 
En raison de son poids (de l’ordre de 2 à 2,7 kg), la foulque géante adulte ne sait pas voler au contraire de ses jeunes encore immatures et plus légers.
Comme chez la foulque à cornes, la foulque géante est monogame et le couple construit un énorme nid dans un lac des hautes terres. Cependant, contrairement à la foulque cornue, le nid de la foulque géante est principalement constitué de végétation aquatique.